# كاتارزينا وايس
كاتارزينا وايس (بالبولندية: Katarzyna Chwiałkowska)‏ هي راكبة الكنو بولندية، ولدت في 9 فبراير 1970.

## وصلات خارجية
- كاتارزينا وايس على موقع أوليمبيديا (الإنجليزية)
- كاتارزينا وايس على موقع اللجنة الأولمبية البولندية (مؤرشف) (البولندية)